# Emmerich Wenger
Emmerich Wenger (* 5. Oktober 1902 in Wien; † 23. Jänner 1973 ebenda) war ein österreichischer Politiker (SPÖ). Wenger war Abgeordneter zum Landtag von Niederösterreich und von 1957 bis 1966 Landesrat in der Niederösterreichischen Landesregierung.

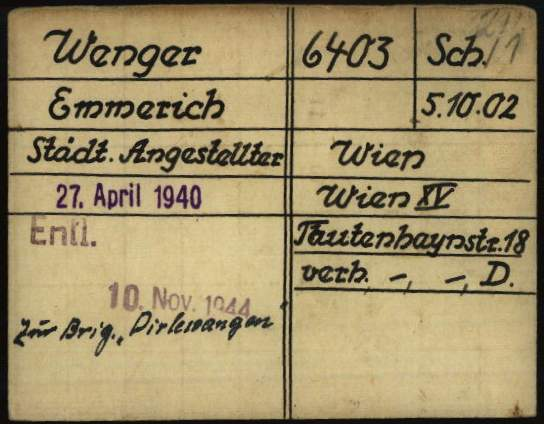
Registrierungskarte von Emmerich Wenger als Gefangener im nationalsozialistischen Konzentrationslager Dachau

Wenger besuchte die Volks-, Haupt- und Handelsschule, bevor er 1923 in den Dienst der Gemeinde Wien trat. Er wurde 1938 im KZ Dachau inhaftiert und 1944 von dort in die Wehrmacht eingezogen. Wenger kehrte 1947 aus sowjetischer Kriegsgefangenschaft zurück und übernahm in der Folge das Amt des Landessekretärs des ÖGB Niederösterreich. Wenger vertrat die SPÖ vom 5. November 1949 bis zum 15. Juni 1960 im Niederösterreichischen Landtag und hatte vom 24. Oktober 1957 bis zum 9. Mai 1966 das Amt eines Landesrates inne. 

## Auszeichnungen
- 1960: Großes Goldenes Ehrenzeichen um die Verdienste der Republik Österreich[1]